# Puerto de La Cadena
El puerto de La Cadena es un puerto de montaña de la Región de Murcia (España), uno de los tres existentes en la cadena de montañas que cierran el valle del río Segura en el municipio de Murcia por el sur, separándolo de la llanura litoral del Campo de Cartagena. 

## Patrimonio histórico y natural
Constituye un paso natural abierto entre las sierras de Carrascoy y Cresta del Gallo, ubicándose entre las localidades de El Palmar, Corvera y Baños y Mendigo, dentro del término municipal de Murcia.
Además de los valores paisajísticos del puerto, formando parte del espacio natural protegido de Carrascoy y El Valle,
destacan en este entorno las ruinas de varios castillos y construcciones medievales, como la Asomada y el Portazgo Superior. Estas fortificaciones, de carácter estratégico, se utilizaban para controlar el paso e incluso como aduana: de hecho, el propio nombre de "La Cadena" proviene de la que efectivamente existía y cerraba el camino al paso de caballerías, no abriéndose a menos que se pagara la correspondiente tasa o "portazgo".

## Comunicaciones

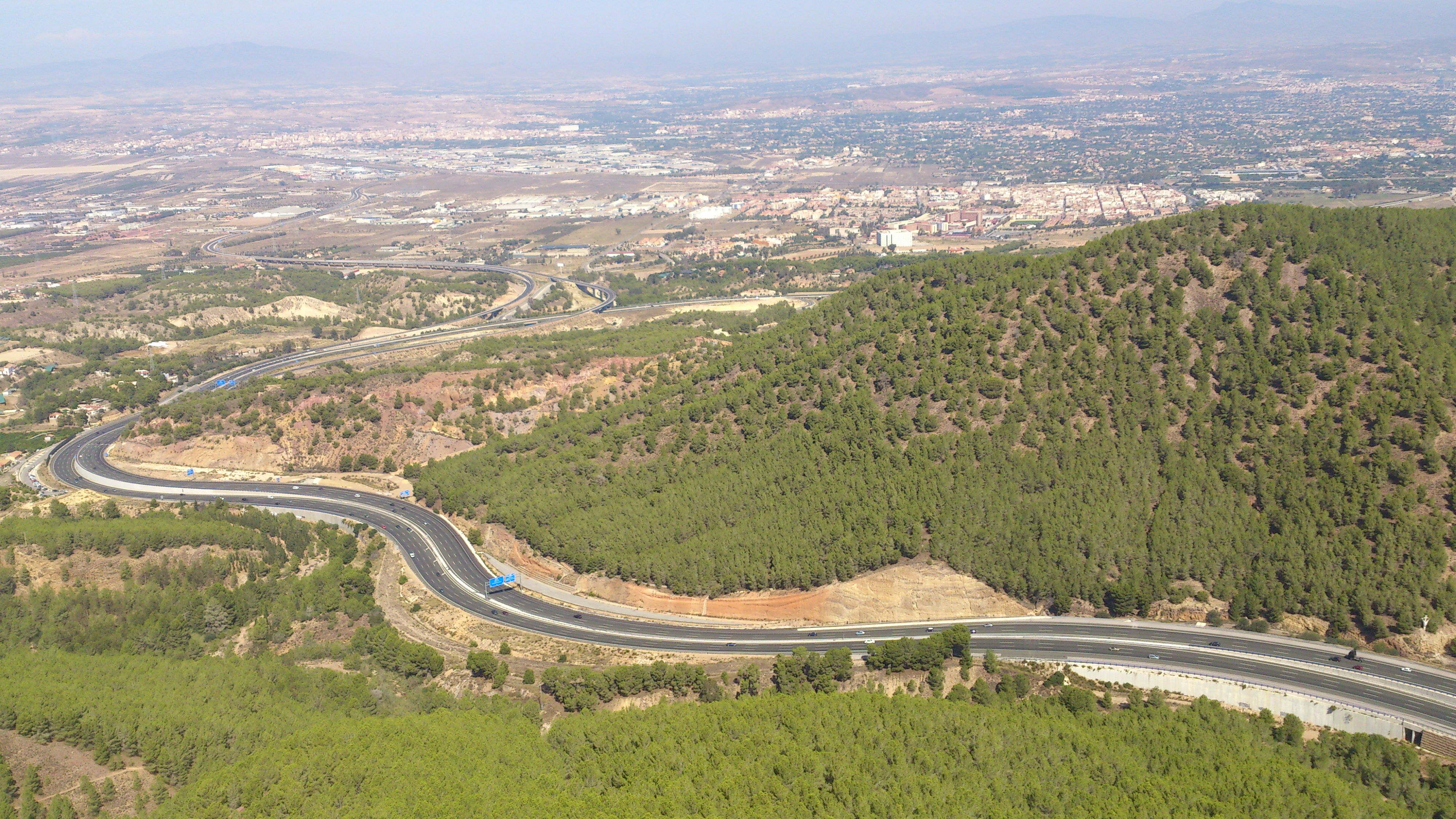
Vías de comunicación en La Cadena.

El puerto de la Cadena constituye actualmente el lugar de paso más importante entre el interior de la región y el área costera, así como entre las ciudades de Murcia y Cartagena. También da acceso al actual Aeropuerto Internacional de la Región de Murcia. Por ello, son varias y muy importantes las infraestructuras de comunicación por carretera que confluyen en sus inmediaciones:
- A-30 (Autovía de Murcia, antigua N-301): discurre entre Cartagena y Albacete, atravesando por completo el puerto.
- MU-30 (Autovía El Palmar-Alcantarilla): enlaza la Autovía A-30, a la altura del Reguerón, con la Autovía A-7/E-15 y la Autovía C-415 (Autovía del Noroeste) al oeste de Alcantarilla.
- MU-31 (Conexión entre A-30 y MU-30): enlaza la Autovía A-30, en el nudo de La Paloma, con la Autovía MU-30 a la altura del Polígono Industrial Oeste.